# Siseme nigrescens
Siseme nigrescens är en fjärilsart som beskrevs av Mengel 1899. Siseme nigrescens ingår i släktet Siseme och familjen Riodinidae. Inga underarter finns listade i Catalogue of Life.